# Jerry McNerney
Gerald "Jerry" McNerney, född 18 juni 1951 i Albuquerque, New Mexico, är en amerikansk demokratisk politiker. Han representerar delstaten Kaliforniens elfte distrikt i USA:s representanthus sedan 2007.
McNerney studerade 1969-1971 vid United States Military Academy. Han var motståndare till Vietnamkriget, något som bidrog till beslutet att inte bli yrkesmilitär. Han studerade sedan vid University of New Mexico. Han avlade 1973 sin grundexamen, 1975 sin master och 1981 sin doktorsexamen i matematik. Han anställdes 1985 av U.S. Windpower (Kenetech) och blev 1994 konsult åt flera energiföretag. Han är expert på förnybara energikällor.
McNerney besegrade sittande kongressledamoten Richard Pombo i kongressvalet i USA 2006. Han efterträdde Pombo i representanthuset i januari 2007.